# Язьва (приток Обвы)
Язьва — река в России, протекает в Карагайском районе Пермского края. Устье реки находится в 58 км по левому берегу реки Обва. Длина реки составляет 52 км, площадь бассейна 563 км²
Исток реки на Верхнекамской возвышенности в 14 км северо-западнее села Обвинск. Исток реки находится в лесах близ точки где сходятся Карагайский, Кудымкарский и Сивинский районы. Генеральное направление течения — юго-восток. В среднем течении протекает село Обвинск, а в нижнем течении село Козьмодемьянск. Помимо них на берегах реки стоят деревни Антонята, Нижнее Поселье, Петрушата, Дубренята. В селе Обвинск на реке плотина и запруда. Впадает в Обву южнее села Козьмодемьянск. Ширина реки у устья около 35 метров, скорость течения 0,2 м/с.

## Притоки (км от устья)
- река Дымка (лв)
- река Солодянка (лв)
- река Падыщ (пр)
- 24 км: река Лопва (пр)
- река Кырга (лв)
- река Пахота (лв)
- 32 км: река Тюш (лв)
- река Сосновка (пр)
- река Малый Тюш (лв)

## Данные водного реестра
По данным государственного водного реестра России относится к Камскому бассейновому округу, водохозяйственный участок реки — Кама от города Березники до Камского гидроузла, без реки Косьва (от истока до Широковского гидроузла), Чусовая и Сылва, речной подбассейн реки — бассейны притоков Камы до впадения Белой. Речной бассейн реки — Кама.
По данным геоинформационной системы водохозяйственного районирования территории РФ, подготовленной Федеральным агентством водных ресурсов:
- Код водного объекта в государственном водном реестре — 10010100912111100009592
- Код по гидрологической изученности (ГИ) — 111100959
- Код бассейна — 10.01.01.009
- Номер тома по ГИ — 11
- Выпуск по ГИ — 1